# Franz Anton von Vogten und Westerbach

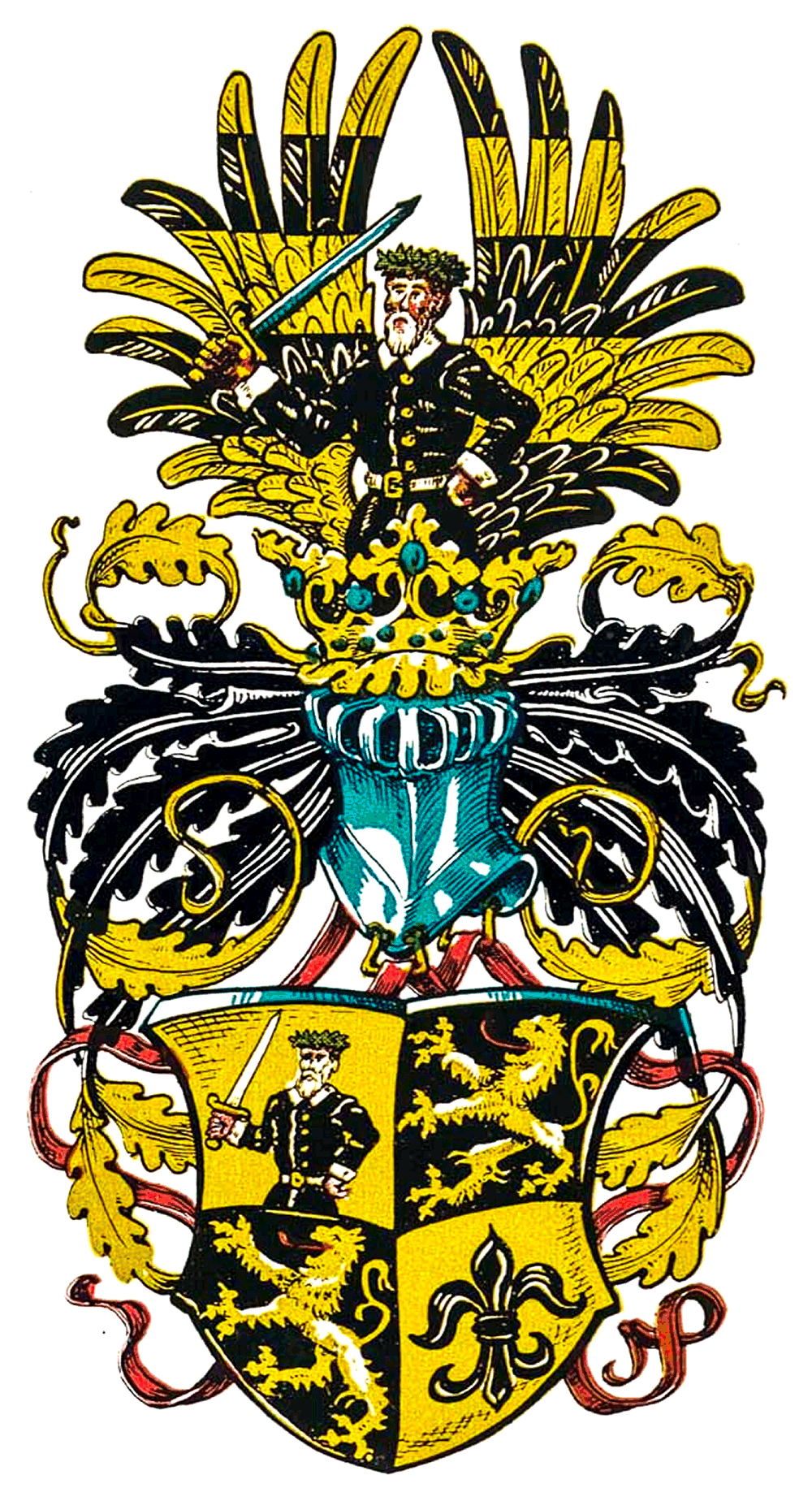
Wappen derer von Vogten und Westerbach (Rudolf Stein)

Franz Anton Ferdinand Freiherr von Vogten und Westerbach  (geb. 1769 in Schlesien; gest. 23. April 1830 in Liegnitz) war ein preußischer Regierungs- und Landrat.

## Leben
Franz Anton war der Sohn von Johann Franz Sigmund Freiherr von Vogten und Westerbach (1728–1780), Landschaftsdirektor der Fürstentümer Schweidnitz und Jauer, Erbherr auf Alt-Schönau und dessen Ehefrau Louise Antonie Elisabeth (1740–1785), geb. Freiin von Kalckreuth auf Kammerdorf. 1788 immatrikulierte er sich an der Universität Halle für ein Studium der Rechtswissenschaften. Nach Ende seines Studiums wurde er Marschkommissar, Justizrat und ständiger Kommissar im Landkreis Hirschberg im Riesengebirge. Nachdem Otto Friedrich Conrad von Zedlitz 1805 seinen Abschied als Landrat des Landkreises Hirschberg genommen hatte, wurde er mittels Ordre vom 9. April 1805 zu dessen Nachfolger ernannt. Das Amt übte er bis 1818 aus, Nachfolger wurde Karl von Vogten und Westerbach. Die Charakterisierung als königlich preußischer Regierungsrat erhielt er nach 1806. In dieser Funktion war er bis 1830 in Liegnitz tätig.

## Persönliches
Franz Anton von Vogten und Westerbach war Erbherr auf Peiskern, Kroischwitz und Klein Peiskerau. Er war mit Josephine (1779–1832), geb. Freiin von Saurma von und zu der Jeltsch verheiratet. Ein Sohn aus dieser Ehe war Ernst Freiherr von Vogten und Westerbach (1802–1878).